# Génos (Hautes-Pyrénées)
Génos ist eine französische Gemeinde mit 132 Einwohnern (Stand 1. Januar 2022) im Département Hautes-Pyrénées in der Region Okzitanien. Sie gehört zum Arrondissement Bagnères-de-Bigorre und zum Kanton Neste, Aure et Louron.

## Geographie
Die Gemeinde liegt in der historischen Provinz Bigorre, in der Landschaft Pays d’Aure, etwa 40 Kilometer südöstlich von Bagnères-de-Bigorre im Vallée du Louron.
Die Lage des Gemeindehauptortes ist an der linken Flanke des Vallée du Louron genannten Tales, am Ursprung des Flusses Neste du Louron. Der Großteil des Gemeindegebietes stellt überwiegend unwegsames Bergland in Höhenlagen und Wald bis an die 2000 Meter dar. Da dies kaum besiedelt ist, ergibt sich in Summe eine äußerst geringe Bevölkerungsdichte.

## Nachbargemeinden
| Adervielle-Pouchergues | Vielle-Louron                               | Armenteule   |
| Azet                   | Kompassrose, die auf Nachbargemeinden zeigt | Loudenvielle |
|                        | Spanien                                     |              |

Der Gemeindehauptort liegt am Flüsschen Lastie, das bei Arreau in die Neste du Louron einmündet. Der Großteil des Gemeindegebietes stellt überwiegend unwegsames Bergland in Höhenlagen und Wald bis an die 2000 Meter dar. Da dies kaum besiedelt ist, ergibt sich in Summe eine äußerst geringe Bevölkerungsdichte.

## Bevölkerungsentwicklung
Die Entwicklung der Einwohnerzahl ist durch Volkszählungen, die seit 1793 durchgeführt werden, bekannt. Im 21. Jahrhundert werden in Gemeinden mit weniger als 10.000 Einwohnern alle fünf Jahre Volkszählungen durchgeführt, in größeren Städten jedes Jahr.
| Jahr      | 1962 | 1968 | 1975 | 1982 | 1990 | 1999 | 2008 | 2016 |
| Einwohner | 128  | 123  | 116  | 168  | 138  | 127  | 151  | 144  |

## Sehenswürdigkeiten
- Lac de Génos-Loudenvielle

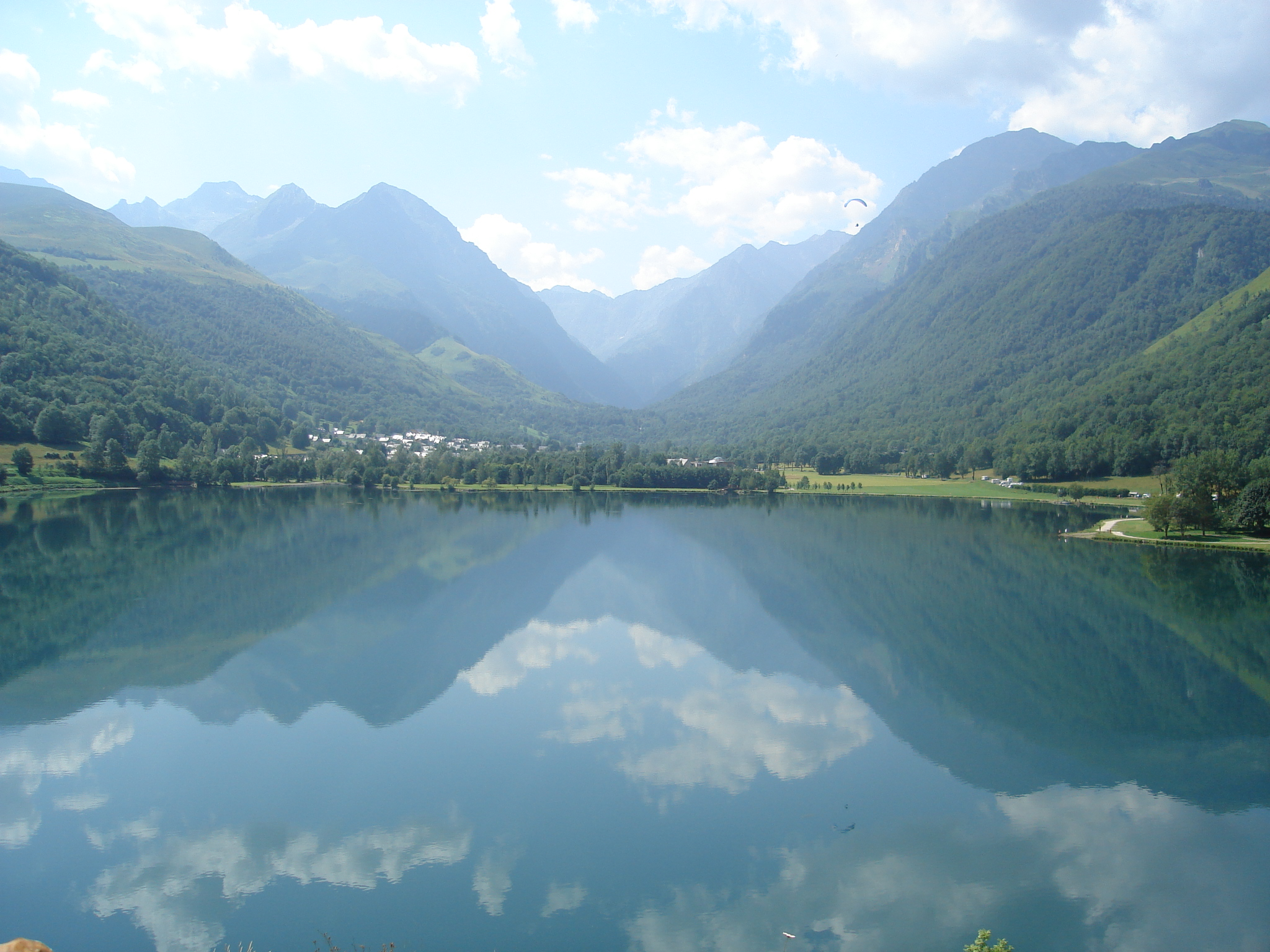
Lac de Génos-Loudenvielle

Die Gemeinde verfügt über mehrere Kulturdenkmäler.
- „Église Saint-Vincent“ (deutsch: „Pfarrkirche St. Vinzent“) aus dem 16. und 19. Jahrhundert
- „Château de Génos“ (deutsch: „Schloss Génos“): erbaut im 18. Jahrhundert
- „Tombe insolite“